# Ahmed Resmî Efendi

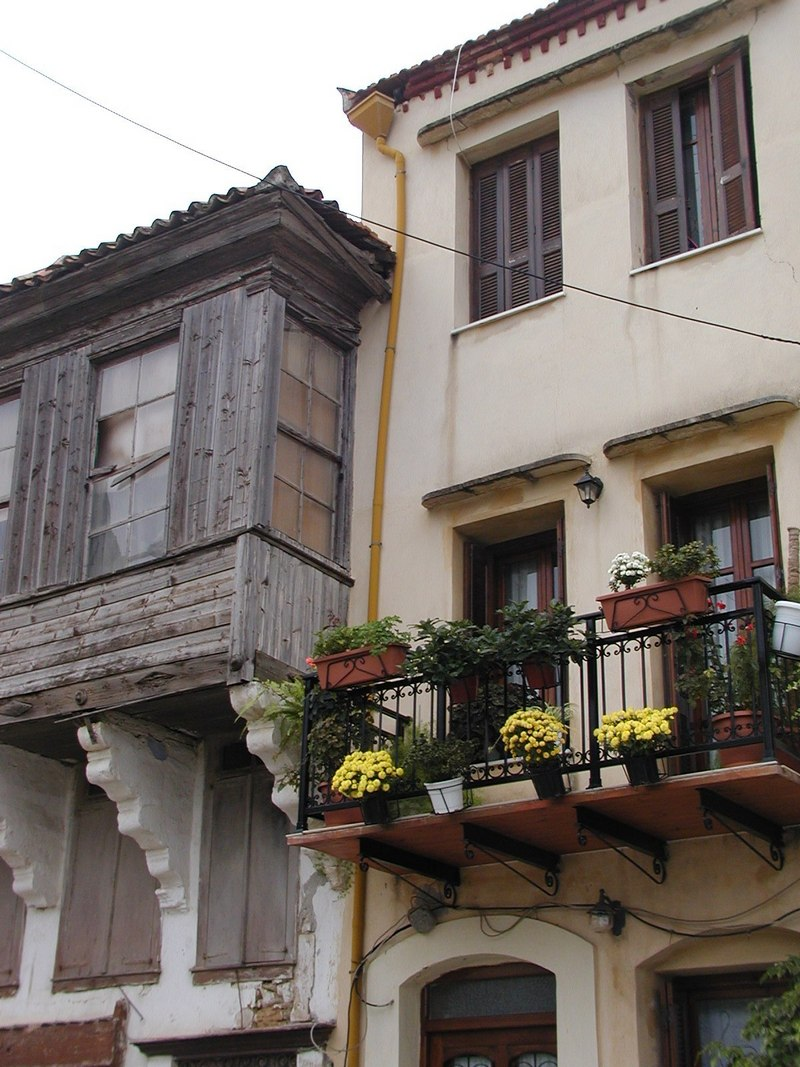
tureckie domy w Retimno, gdzie Ahmed Resmî Efendi spędził pierwsze 40 lat swego życia

Ahmed Resmî Efendi (ur. 1694, zm. 1783) – turecki polityk i dyplomata. 
Jego ojczyzną była wyspa Kreta i miejscowość Retimno. Był kształcony w kaligrafii i sztuce korespondencji. Zajmował kolejno wiele stanowisk w osmańskiej biurokracji. W latach 1757–1758 był ambasadorem Turcji w Wiedniu, a w 1763-1764 pierwszym tureckim ambasadorem w Berlinie. Joseph von Hammer przetłumaczył na język niemiecki relacje tureckiego dyplomaty z obu poselstw i wydał je drukiem w 1809 roku.